# S10 AL et ex-Prusse

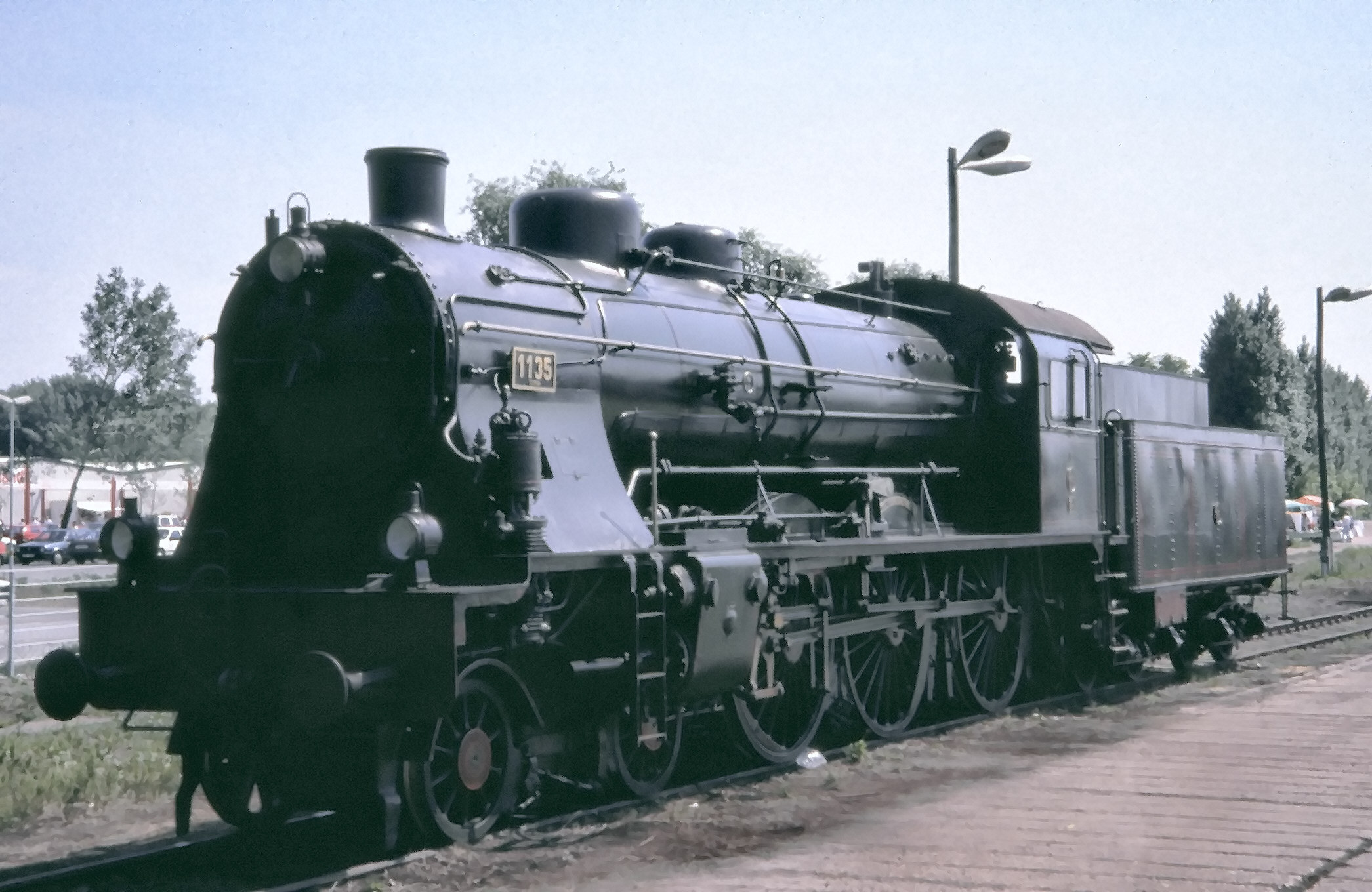
Une locomotive S10.1 préservée en allemagne.

Les locomotives S10.1 AL et ex-Prusse sont des locomotives à vapeur de type 230 destinées à la traction des trains rapides et des express construites pour les Chemins de fer royaux de Prusse et la Direction générale impériale des chemins de fer d'Alsace-Lorraine. Les locomotives alsaciennes et une partie des prussiennes servent après 1918 sur le réseau de l'Administration des chemins de fer d'Alsace et de Lorraine, les Chemins de fer de l'État belge et les Chemins de fer polonais. La Deutsche Reichsbahn classe les locomotives restées en Allemagne dans la série 1710-12 (17 1001 à 1209).

## Histoire

### En Allemagne
Une série de 17 machines est livrée à la Direction générale impériale des chemins de fer d'Alsace-Lorraine (EL) en 1914 et numérotée de 1101 à 1117.

### En France

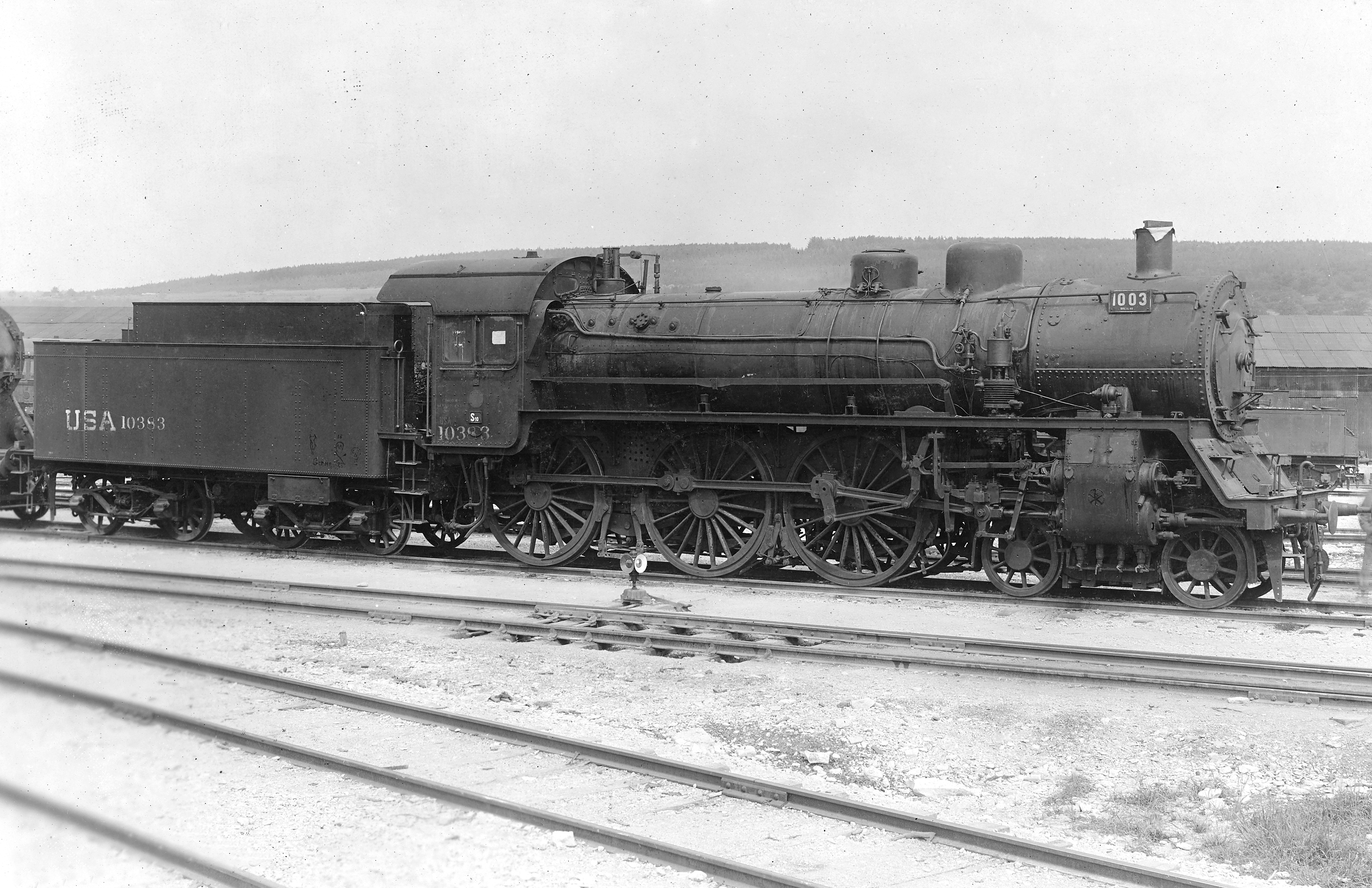
La 1003 Breslau, une machine "butin de guerre" U.S. qui rejoindra les locomotives "Armistice".

En 1918 après l'armistice, le réseau est exploité par la compagnie des chemins de fer d'Alsace Lorraine. Au titre des réparations de guerre, la série est complétée par 5 unités identiques provenant des chemins de fer prussiens. La série, complétée de 5 éléments est alors numérotée 1101 à 1122.
En 1938, lors de la création de la SNCF, les locomotives deviennent 1-230 G 101 à 122 .
En 1940, toutes les locomotives sont saisies par l'occupant et envoyées en Allemagne. En 1945, dix-sept unités sont rapatriées en France, deux ont été détruites par faits de guerre et trois sont intégrées au parc des chemins de fer allemands.
Les dernières locomotives de la série disparaissent en 1956 en France. En Allemagne, l'ex-230 G 104, est utilisée jusqu'en 1962.

### En Belgique

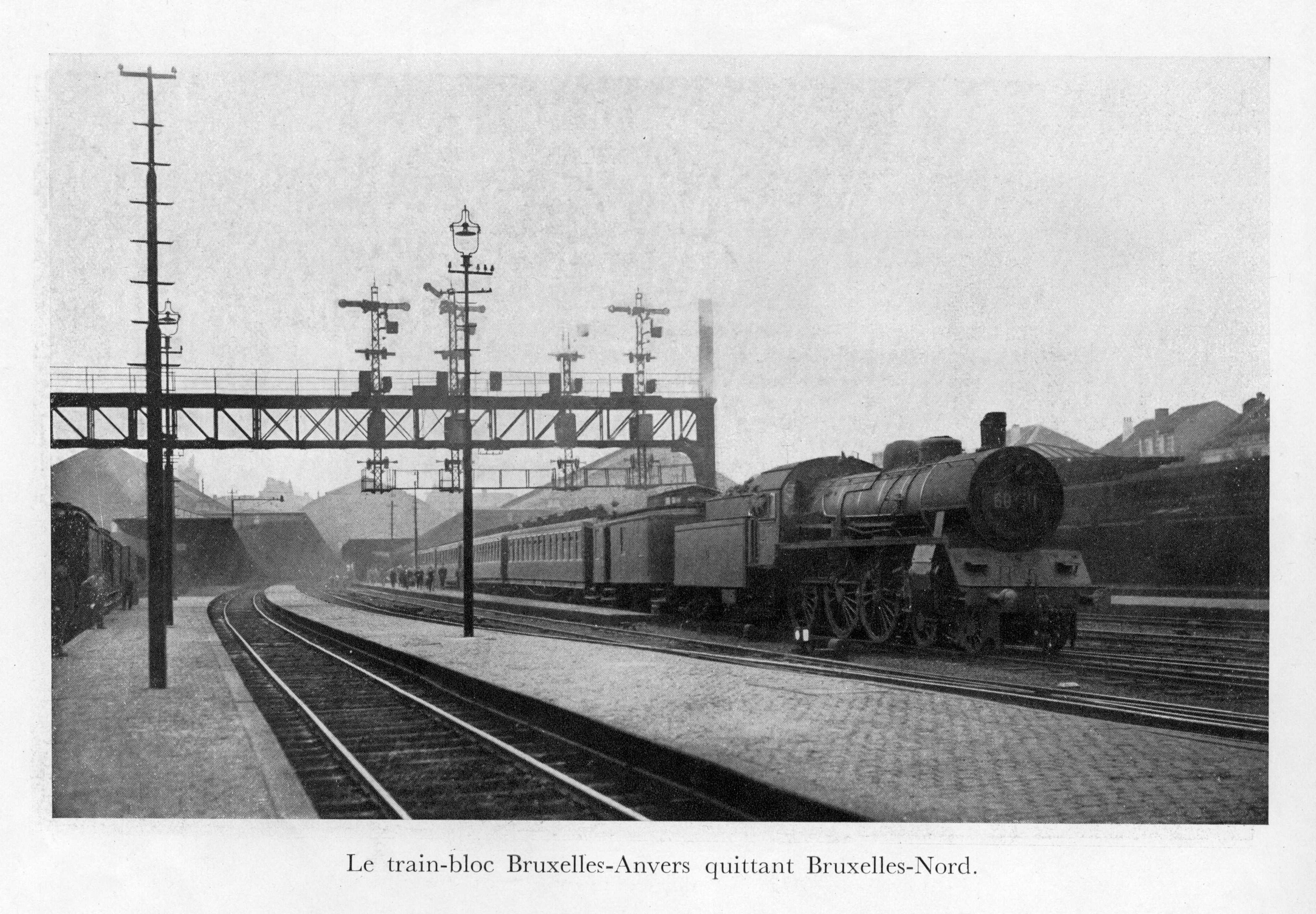
Une type 60 tractant le Train-bloc Bruxelles-Anvers.

Un total de seize S10, trois S10.1 et quinze S10.2 sont prélevées par la Commission d'Armistice pour être attribuées à la Belgique dans le cadre des réparations de guerre. Conservées à l'inventaire, elles sont renumérotées dans les types 60, 61 et 62 en 1925.

#### Type 60 SNCB
Les seize type 60 sont radiées entre 1954 et 1959.

#### Type 61 SNCB

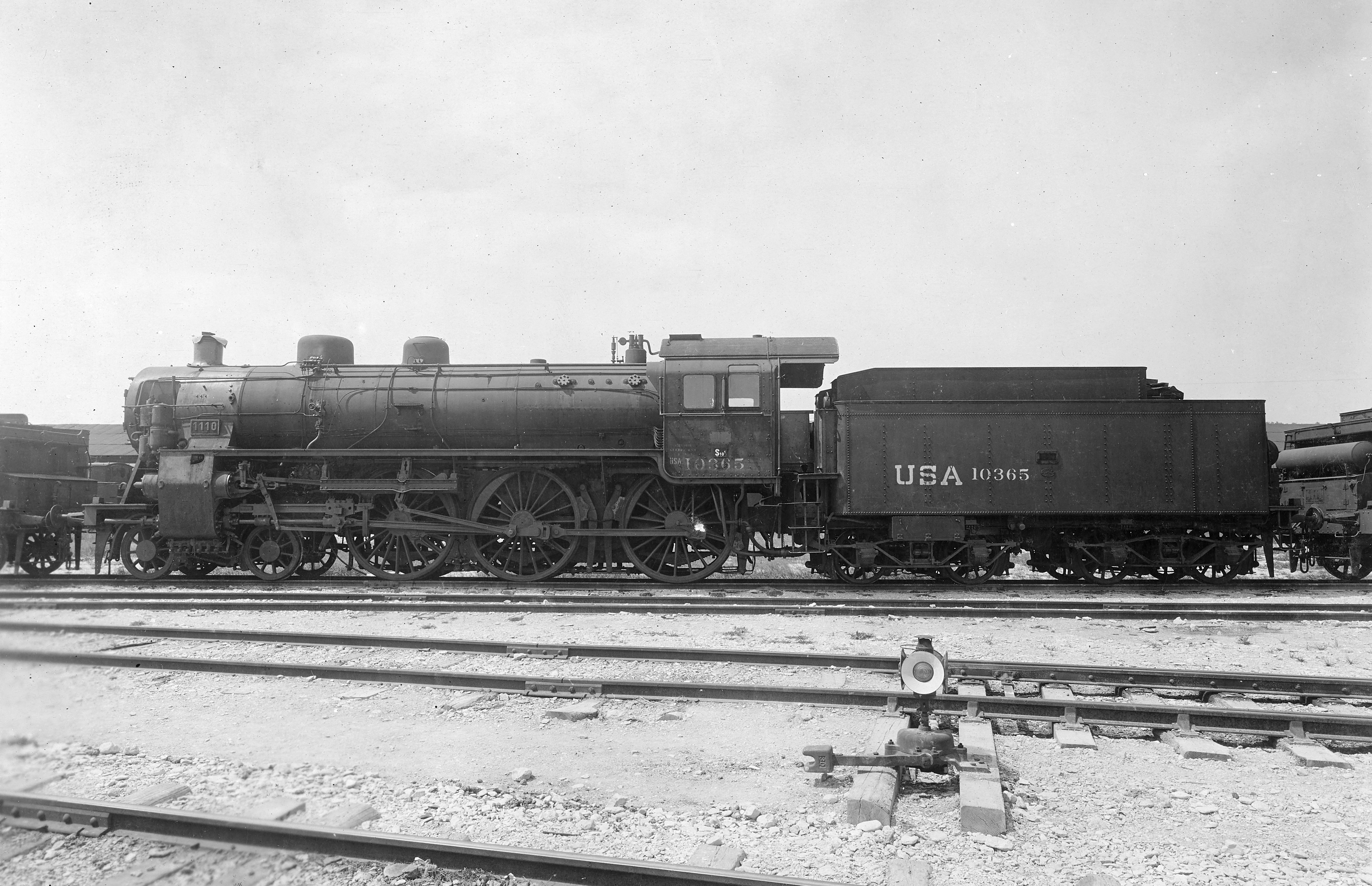
La 1110 Mainz (future 6110 des chemins de fer belges) alors qu'elle faisait partie du matériel ferroviaire sous gestion américaine.

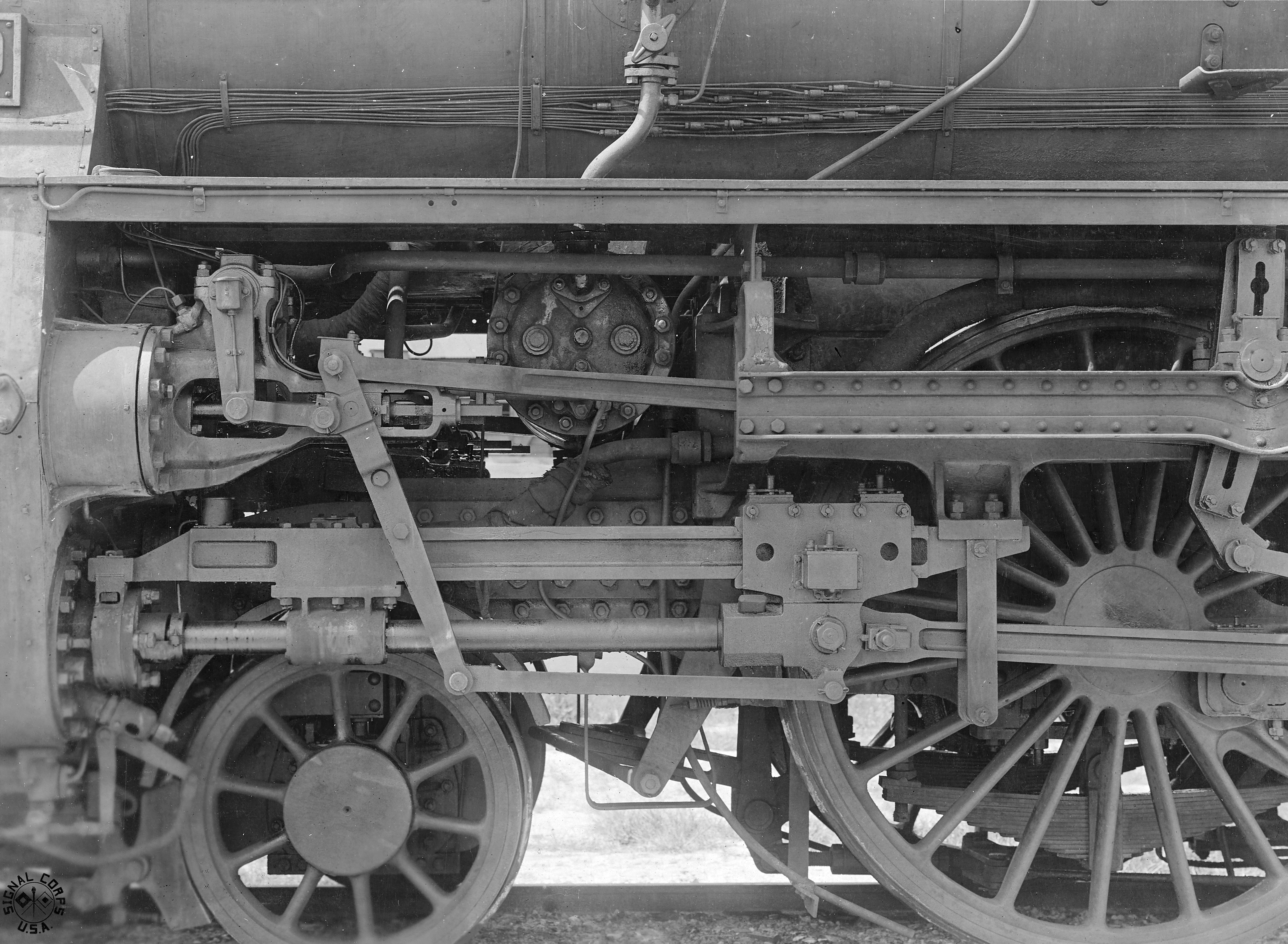
Distribution de la 1110.

Trois S10.1, toutes de la seconde variante, parviennent en Belgique. Bien qu'il fût prévu d'intégrer au type 61 les deux S 3/5 ex-Bavière (de), ces dernières sont radiées en 1922 en vertu de la décision de ne conserver à l'inventaire que les locomotives de conception prussienne. Les trois type 61 (6110, 6117 et 6127) seront ramenées en Allemagne durant l'occupation et ne reviennent pas en Belgique à l'issue de la Deuxième guerre mondiale. Deux sont employées par les chemins de fer est-allemands (DR) et une se retrouve en Pologne (probablement celle numérotée Pk2-26 par les PKP).

#### Type 62 SNCB
La Belgique obtient quinze S10.2 lesquelles se montrent très adaptées aux grandes lignes au départ de Bruxelles-Nord et Bruxelles-Midi. D'abord regroupées à la remise de Bruxelles-Nord puis Schaerbeek dans un roulement commun avec les S10 et S10.1 vers Anvers-Central, Turnhout et Roosendaal, elles sont mutées à Bruxelles-Midi au plus tard pour 1926 et rouleront principalement vers la côte (Ostende et Blankenberge) utilisant la nouvelle ligne directe de Bruxelles à Gand-Saint-Pierre inaugurée par phases en 1927 et 1933. Elles serviront aussi sur des trains en direction de Courtrai et de Mons et Tournai (y compris les trains de Bruxelles à Lille et des trains Bruxelles-Paris tractés par une type 62 jusqu'à Aulnoy. Ces locomotives opèrent aussi vers Charleroi et Tamines et avaient encore un petit nombre de trains internationaux sur la ligne vers Anvers. La livraison des Pacific type 1 et des Atlantic type 12 leur enlève les trains de prestige. Sous l'occupation, elles servent sur des trains de Bruxelles à Liège et la frontière allemande avant de faire partie des locomotives "armistice" saisies par les Allemands.
Seules sept S10.2 sont rapatriées après-guerre. Parmi-celles non-restituées, les 6201, 6202, 6203, 6207, 6208, 6216 et 6217 sont retenues par les chemins de fer d’Allemagne de l'Est (DR) et rouleront jusqu'en 1953-1959. Les autres type 62, renumérotées entre 62.004 et 012 en 1946 partagent à nouveau les missions des S10 à 4 cylindres et roulent au départ de Bruxelles-Midi en tête de trains express vers les destinations qu'elles fréquentaient avant-guerre, notamment Blankenberge ; leurs services incluent aussi des omnibus vers Piéton et Manage. L'électrification de la ligne 50A et la livraison de locomotives diesel entraînent la mise à la retraite de cinq type 62 en 1954-1955. Les deux autres sont maintenues en service assurant quelques trains omnibus ainsi que des trains de travaux ou le remplacement au pied levé de locomotives défaillantes. La 62.006 (Vulcan, 1916) est radiée en avril 1959 et la 62.004 (Hanomag, 1915) en mai 1960.

## Construction
N° 1101 à 1117, livrées par Henschel en 1914,
N° 1118 à 1120, livrées par Henschel en 1912 aux chemins de fer prussiens, acquises dans le cadre des réparations
N° 1121 à 1122, livrées par Henschel en 1915-1916 aux chemins de fer prussiens, acquises dans le cadre des réparations

## Caractéristiques
Longueur : 20,910 m
Poids à vide: 72,7 t
Poids en charge: 79,7 t
Timbre: 14 kg
Capacité en eau du tender:31,5 m3
Surface de grille : 3,18 m2
Surface de chauffe: 161,22 m2
Diamètre des roues (motrices): 1 980 mm
Diamètre des roues (porteuses): 1 000 mm
Dimensions des cylindres HP (haute pression): alésage x course: 400 x 660 mm
Dimensions des cylindres BP (basse pression): alésage x course: 610 x 660 mm
Vitesse maximum: 120 km/h